# Jonathan Dayton
Jonathan Dayton (16 tháng 10 năm 1760 – 9 tháng 10 năm 1824) là một chính trị gia người Mỹ, đại biểu đến từ bang New Jersey. Ông là người trẻ nhất đặt bút ký vào Hiến pháp Hoa Kỳ và là thành viên của Hạ viện Hoa Kỳ, Chủ tịch Hạ viện Hoa Kỳ thứ tư, rồi sau đó là Thượng viện. Dayton bị bắt năm 1807 vì tội mưu phản, do có liên quan đến âm mưu của Aaron Burr. Tuy chưa bao giờ bị đem ra xét xử, nhưng từ sau đó sự nghiệp chính trị quốc gia của ông không bao giờ còn khôi phục lại được nữa.

## Tiểu sử

### Tuổi trẻ
Dayton được sinh ra tại Elizabethtown (nay được biết đến với tên là Elizabeth) ở New Jersey. Ông là con trai của Elias Dayton, một thương gia đã nổi bật trong chính trị địa phương và đã hoạt động như một viên chức dân quân trong chiến tranh Pháp và Ấn Độ. Sau khi tốt nghiệp học viện địa phương, nhờ Tapping Reeve và Francis Barber, ông vào học Trường Cao đẳng New Jersey (nay là Đại học Princeton) cùng với Alexander Hamilton và Aaron Burr. Ông rời trường Đại học New Jersey vào năm 1775 để tham gia cách mạng, mặc dù sau này ông sẽ nhận được một bằng danh dự vào năm 1776.

### Quân nhân
Trong chiến tranh Cách mạng, khi chiến tranh bùng nổ năm 1775, Dayton (lúc đó đang 15 tuổi) hoạt động theo cha mình trong Trung đoàn thứ ba của New Jersey như một người cầm cờ. Vào năm 1777 Dayton đã trở thành một trung úy phục vụ dưới quyền chiến đấu của Washington, ở cả trong trận Brandywine Creek và Germantown. Cha con Dayton vẫn phục vụ cho Washington ở Valley Forge, và giúp đẩy người Anh từ vị thế của họ ở New Jersey vào nơi an toàn của thành phố New York. Tháng mười năm 1780, Dayton cùng với người chú đã bị bắt giữ bởi các tôi trung và ông bị giam cầm hết mùa đông, nhưng được phóng thích trong năm kế tiếp. Họ một lần nữa phục vụ theo cha của Dayton, Elias Dayton, trong Lữ đoàn New Jersey. Bấy giờ, khi chỉ mới 19 tuổi, Dayton đã được thăng hạng đội trưởng và chuyển đến New Jersey thứ hai, nơi ông đã tham gia Chiến dịch Yorktown và tham chiến tại trận đánh Yorktown.

### Hướng nghiệp
Sau chiến tranh, Dayton nghiên cứu pháp luật và tạo ra một thói quen, phân chia thời gian của mình cho việc nghiên cứu đất đai, pháp luật, và chính trị. Sau khi hoạt động như một đại biểu New Jersey, làm việc cho Quốc hội Lục địa và Công ước Hiến pháp (mà ông là thành viên trẻ nhất, ở tuổi 26), ông trở thành thành viên liên bang lập pháp nổi bật. Ông là thành viên của Đại hội đồng Liên Hợp Quốc New Jersey từ năm 1786 đến năm 1787, và một lần nữa vào năm 1790. Ông cũng phục vụ trong Hội đồng Lập pháp New Jersey (nay là Thượng viện New Jersey) vào năm 1789.
Dayton được bầu vào Hạ viện Hoa Kỳ vào năm 1789, nhưng ông đã từ chối cho đến khi ông được bầu lại vào năm 1791. Ông là người diễn thuyết cho Đại hội lần thứ tư và thứ năm. Như hầu hết những người chủ trương lập chế độ liên bang, ông ủng hộ các chính sách tài chính của Alexander Hamilton, và giúp tổ chức đàn áp cuộc nổi loạn Whiskey. Ông ủng hộ Louisiana và phản đối việc bãi bỏ các luật tư pháp năm 1801.
Giàu có từ các khoản đầu tư lớn của ông tại Ohio, nơi thành phố Dayton sau này sẽ được đặt theo tên ông, Dayton cho vay tiền để Aaron Burr trở thành tham gia của hiệp hội trong "âm mưu", trong đó Burr bị buộc tội có ý định chinh phục các phần của những gì hiện nay là phía tây Hoa Kỳ. (Điều này không bao giờ được chứng minh.) Dayton đã được minh oan, nhưng kết quả ấy đã chấm dứt sự nghiệp chính trị của ông.

## Cuối đời và gia đình
Ông kết hôn với Susan Williamson và có hai con gái, nhưng ngày hôn nhân của họ là không biết.
Sau khi khôi phục sự nghiệp chính trị của ông ở New Jersey, ông qua đời năm 1824 tại quê hương của mình và được an táng trong một ngôi mộ không đánh dấu hiện tại bây giờ theo Thánh. Nhà thờ Tân giáo John ở Elizabeth thay thế nhà thờ ban đầu vào năm 1860.

## Dayton, Ohio
Các thành phố Dayton, Ohio, được đặt theo tên Jonathan Dayton. Trong khi ông không bao giờ đặt chân vào khu vực này, ông đã được ký kết hiến pháp, đồng thời thành phố được thành lập vào năm 1796, ông sở hữu (hợp tác với Arthur St Clair, James Wilkinson và Israel Ludlow) 250.000 mẫu Anh (1.011 km²) ở Miami lưu vực sông lớn.